# 石勒苏益格-荷尔斯泰因
石勒苏益格-荷尔斯泰因（德語：Schleswig-Holstein，發音：[ˌʃleːsvɪç ˈhɔlʃtaɪn] ⓘ，發音：[ˌsle̝ːsvi ˈhʌlˌste̝ˀn]），是德国16个州中最北面的一个州。
这个州是在第二次世界大战后设立的，其州府为有運河通過的基尔，它的面积為15,761.4平方公里，是德国非城市州中第二小的（仅大于萨尔），石勒苏益格-荷尔斯泰因北邻丹麦，南接德国的汉堡市、梅克伦堡-前波美拉尼亚和下萨克森三州。历史上石勒苏益格-荷尔斯泰因这个名字包括更大的区域，深刻受到丹麥文化的影響，包括今天的石勒苏益格-荷尔斯泰因和丹麦的南部。

## 地理

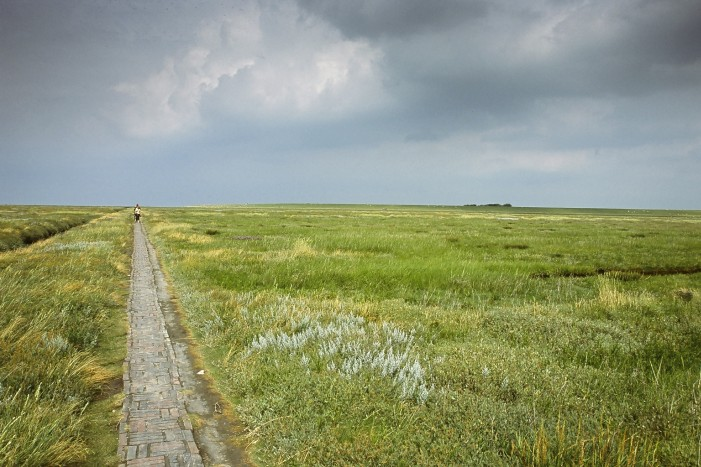
艾德施泰特附近的沼泽地，典型的北海海岸

石勒苏益格-荷尔斯泰因位于日德兰半岛南部和北德低地的北部，介于东边的波罗的海和西边的北海之间。石勒苏益格-荷尔斯泰因的北面是丹麦，东南是梅克伦堡-前波美拉尼亚，南面是下萨克森和汉堡。石勒苏益格-荷尔斯泰因的海岸线占欧洲海岸线总长度的3.2%。
从西向东石勒苏益格-荷尔斯泰因的地形为沼泽、平原和石勒苏益格-荷尔斯泰因丘陵，境内最大的河是艾德河，最高点本克斯山只有168米高。东岸丘陵所组成的众多半岛造成了许多海湾。这里还有许多湖泊，特别是荷尔斯泰因的东部的劳恩堡被称为荷尔斯泰因施韦茨。德国唯一位于公海的岛屿黑尔戈兰岛坐落在北海之中。东海岸外只有一座岛屿，即费马恩。最重要的航道是连接北海和波罗的海的基尔运河。

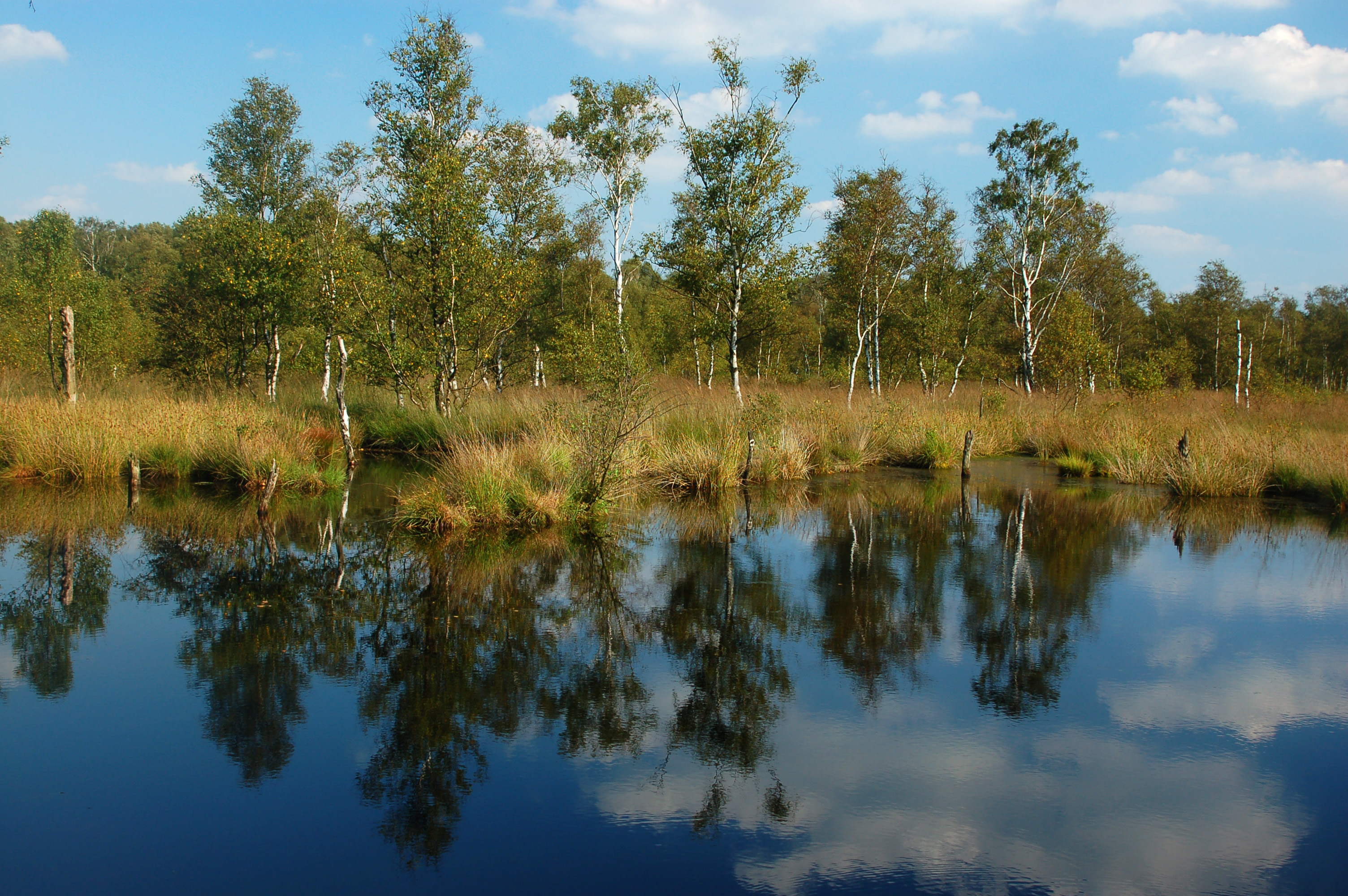
石勒苏益格-荷尔斯泰因中部的一个湖泊

今天的石勒苏益格-荷尔斯泰因是由历史上的石勒苏益格和荷尔斯泰因两个公国组成的。今天石勒苏益格公国的北半部属于丹麦。这两个领地之间的边界是艾德河。至1806年为止这两个公爵领地是神圣罗马帝国的北疆，至1864年为止它们是德意志邦联的北疆。石勒苏益格公国（丹麦语中称为）自丹麦于1866年战败于普奥联军后分别属于德国。而北石勒苏益格——即今天丹麦的南日德兰郡（丹麦语中称为）——于第一次世界大战结束后在一次公民投票后宣布加入丹麦。1876年劳恩堡公国被并入当时普鲁士的石勒苏益格-荷尔斯泰因省。1937年在行政区划改革过程中前汉萨同盟城市吕贝克以及本来属于奥尔登堡大公国的奥伊廷和汉堡的一些飞地被并入石勒苏益格-荷尔斯泰因，作为交换阿通纳和万茨贝克被划给汉堡，成为其市区。
石勒苏益格-荷尔斯泰因北海沿岸的北弗里西亚群岛——群岛的土地基本上是泥地和滩涂——组成了石勒苏益格-荷尔斯泰因国家公园，这是整个中欧最大的国家公园。除此之外在过去80年中石勒苏益格-荷尔斯泰因还设立了189个自然保护区和275个风景保护区。不算国家公园的话所有这些保护区的总面积约为2000平方公里，其中约1600平方公里是海面和瓦登海地区。大多数这些保护区由与州政府签署合同的协会管理。此外石勒苏益格-荷尔斯泰因还有五个与海洋和海岸无关的自然公园。

## 居民

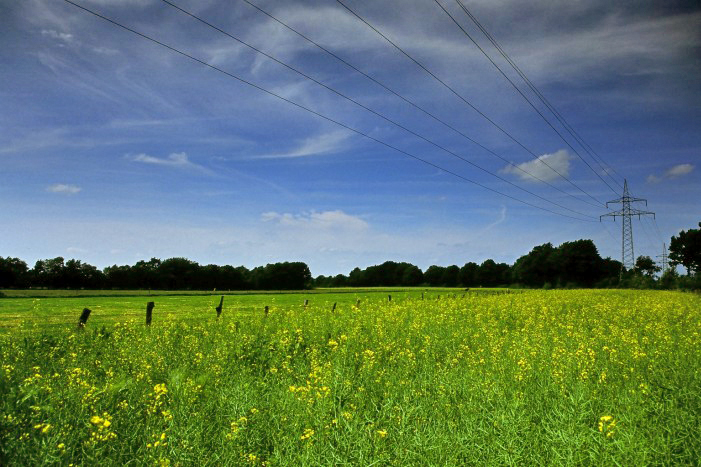
石勒苏益格-荷尔斯泰因典型的油菜田

石勒苏益格-荷尔斯泰因有282万居民，人口密度为179人/平方公里，是德国人口密度第六低的州。当地的德国人是萨克森人、朱特人和弗里斯兰人的后代，此外这里还有一个弗里斯兰人和一个丹麦少数民族社群。第二次世界大战后石勒苏益格-荷尔斯泰因是接收被驱逐的难民最多的西德州，主要来自西波美拉尼亚和东普鲁士，因此当地的人口从1939年至1949年增加了110万人。
在年龄结构和性别比上石勒苏益格-荷尔斯泰因的人口与德国平均人口一致。45.7%的女性是已婚妇女，12.9%是寡妇，6.4%离婚；47.7%的男性已婚，2.6%是鳏夫，5.4%离婚。
石勒苏益格-荷尔斯泰因的人口分布非常不均匀，除不隶属于县的城市外尤其以汉堡附近的县（平訥貝格縣和施托爾曼縣）的人口密度最高，而南石勒苏益格和迪特马尔申县的人口密度最低。

## 历史

### 石勒苏益格-荷尔斯泰因的形成
在最后一次冰川期后，有狩猎和采集為主的人群来到今天的石勒苏益格-荷尔斯泰因。约前4000年左右开始有人定居从事农业，这些人在这里设立了约3500至2800个巨石设施，今天还有100多个保存。中世纪初期在今天的石勒苏益格-荷尔斯泰因形成了四个群体居住：在艾德河以北的北部地区是北日耳曼人中的丹麦人和日德兰人的居住区，西北地区是弗里斯兰人的居住区，西南地区是西日耳曼人中的萨克森人的居住区。东部则是斯拉夫人的居住区。在萨克森战争中这个地区的南部陷入了法兰克帝国的影响。从768年至811年法兰克帝国国王（和后来的皇帝）查理大帝与不信奉基督教的北日耳曼人之间不断爆发战争。在这场战争中丹麦人建造了丹尼维尔克。在811年的和约中，艾德河被设立为法兰克帝国与丹麦之间的国界。随着12和13世纪内人口的不断增长，这个界线逐渐失去了其作用，但是一直到1864年它依然是石勒苏益格公国和荷尔斯泰因公国之间的国界。一直到1900年这条界线依然是一个法律界线。界线以北的地区使用丹麦法律，以南则使用德国法律。从1111年开始，艾德河以南和以北的地区开始逐渐独立，首先成为伯爵领地，后来成为公国。同时两个领地之间的政治和经济关系不断发展和密切。

### 绍恩堡王朝的统治
13世纪初丹麦国王试图将荷尔斯泰因也并入他的疆域。但是1227年他被北德贵族的抵抗军战败。14世纪里荷尔斯泰因的伯爵甚至将他们的势力延伸到日德兰。1386年绍恩堡和荷尔斯泰因伯爵被丹麦国王封为石勒苏益格伯爵，这是石勒苏益格和荷尔斯泰因首次统一。1400年左右玛格丽特一世恢复了丹麦对石勒苏益格的封权，但同时她也不得不承认荷尔斯泰因的贵族在石勒苏益格境内的领地的所有权。由于遗产分封以及后来合并的习俗石勒苏益格与荷尔斯泰因在中世纪的历史错综复杂，但是总的来说绍恩堡王朝的伯爵们成功地掌握了石勒苏益格和荷尔斯泰因的统治权，因此到中世纪末期这两个领地实际上已经成为了一个统一的地区。

### 丹麦的统治
1460年绍恩堡王朝绝嗣，石勒苏益格-荷尔斯泰因的贵族选举来自奥尔登堡王朝的丹麦国王克里斯蒂安一世为其公爵。克里斯蒂安一世是最后一位绍恩堡王朝公爵阿多夫八世的一个侄子。在1460年签署的条约中规定这两个公国永远不许分开。直到1864年它们始终于丹麦组成一个。丹麦国王同时也是石勒苏益格公国和荷尔斯泰因公国的公爵，石勒苏益格受丹麦分封，属于丹麦，而荷尔斯泰因则受神圣罗马帝国分封，属于神圣罗马帝国。
丹麦国王保持了欧洲古代贵族分封遗产的习俗，不断地将石勒苏益格-荷尔斯泰因分封给他的子孙们，在这些小公国中石勒苏益格-荷尔斯泰因-戈托尔夫是最重要的一个。基尔大学就是由他们设立的。1773年石勒苏益格-荷尔斯泰因重新回归到丹麦国王直接统治。

### 民族主义和德国统一战争
19世纪在丹麦和德国民族主义气氛均非常强烈。这导致了在这两个本来不应分割的公国上爆发了两次战争。北部居住的主要是说丹麦语的丹麦人，他们支持丹麦，而南部居住的则主要是说德语的德国人，他们主要支持德国。从1840年代初开始德国和丹麦民族自由主义者均试图在石勒苏益格立足。在1848年的二月革命中这个争执导致了武力冲突。在基尔成立了一个臨時政府，要求将石勒苏益格-荷尔斯泰因完全纳入德国。同时在哥本哈根成立的政府中有多名艾德河丹麦人，这些人的意图在于将石勒苏益格纳入丹麦。1848年至1851年爆发了第一次石勒苏益格战争。亲德国的石勒苏益格-荷尔斯泰因试图以武力将石勒苏益格并入德国。他们企图推翻丹麦国王的统治，拥护奥古斯滕伯格王朝成为德意志邦联内、合并的石勒苏益格-荷尔斯泰因公国的公爵。一开始法蘭克福國民議會支持这些德国民族主义者，但是在欧洲其它列强的压力下普鲁士和德意志邦联撤出了它们的军队。1850年丹麦军队获胜，恢复了过去的状态。1850年7月2日德意志邦联与丹麦签署了柏林和约。
1863年丹麦颁发了一部新宪法，这部宪法也打算在石勒苏益格推行。这样丹麦打破了1850年的和约。普鲁士总理奥托·冯·俾斯麦乘机决定使用武力来解决石勒苏益格问题。普鲁士和奥地利对丹麦下达了一个极短的最后通牒，由于丹麦未在通牒时限内回应，普鲁士和奥地利对丹麦宣战，普丹战争爆发。1864年4月普鲁士和奥地利获胜。由于普鲁士和奥地利无法解决如何统治石勒苏益格-荷尔斯泰因的问题，两国决定共同管理这个地区（本来的计划是让石勒苏益格-荷尔斯泰因合并为一个公国后让它独立）。只有石勒苏益格最北部的小块地区依然属于丹麦。为此丹麦放弃了一些不属于石勒苏益格的飞地。1866年爆发的普奥战争结束后1867年石勒苏益格-荷尔斯泰因成为普鲁士的一个省。1871年随普鲁士进入德意志帝国。石勒苏益格-荷尔斯泰因问题是俾斯麦的德国政策和德国统一过程中的一个中心问题。

### 近代史
直到1920年石勒苏益格-荷尔斯泰因问题才从国际法的角度上完全解决。在同盟国的压力和监督下北石勒苏益格进行公民投票。北石勒苏益格决定与丹麦合并，成為現在丹麥的南日德蘭郡。1955年德国与丹麦之间再次签署条约，在这个条约中也规定了关于少数民族的特权。除小的争议外德国与丹麦现在和平共处。
1920年代后期石勒苏益格-荷尔斯泰因，尤其是西岸的迪特马尔申，是纳粹主义的一个据点。1930年纳粹党在这里就已经获得了70%的选票。1938年当地的犹太会堂被焚毁，这里也设立了一些小的集中营。
第二次世界大战后许多被从东欧驱逐的德国人被迁居到石勒苏益格-荷尔斯泰因。1949年居民数因此增长到270万人（1939年为160万人）。
1946年8月23日同盟国决定设立石勒苏益格-荷尔斯泰因州，以基尔为州府。1949年该州决定加入德意志联邦共和国，同年选举州议会，1950年1月12日石勒苏益格-荷尔斯泰因正式成为西德的一个联邦州。1990年5月30日石勒苏益格-荷尔斯泰因将其州基本法正式改名为州宪法。

## 标志

### 州旗
石勒苏益格-荷尔斯泰因的州旗由三条水平的横框组成，上方为蓝色，中间为白色，下方为红色。这些颜色来自州徽，它首次于1840年在于丹麦冲突的过程中被使用。1949年同盟国正式承认此旗为官方州旗。州政府的官方用旗上还有一面州徽。在官方场合下使用这面旗。只有州政府部门才允许使用州政府的官方用旗。而一般的州旗则人人可以使用。在石勒苏益格-荷尔斯泰因注册的船只也往往挂州旗或带州旗颜色的旗帜作为标志。

### 州徽
石勒苏益格-荷尔斯泰因分两部分。左边是金底，上面有两只面向右部的蓝狮子，狮子上下排列，爪红色。右边红底，上有一只银色的龙虾。狮子是石勒苏益格公国的象征，龙虾是荷尔斯泰因公国的象征。（據該條目德文及日文版本所言，Holstein之徽飾為蕁麻葉，龍蝦之說法則未見出處）一般石勒苏益格徽章（比如市徽、县徽上）的狮子朝左，但是据说1880年代俾斯麦下令将州徽上的狮子转过来，因为否则的话狮子屁股朝着龙虾，太不礼貌了。只有政府机构可以使用州徽。最近州政府又颁发了一个简化了的，人人可以使用的州徽版本。

### 歌
石勒苏益格-荷尔斯泰因的州歌的正式名称为《不要动摇，我的故乡》（Wanke nicht mein Vaterland），原名为《大海之间的石勒苏益格-荷尔斯泰因》（Schleswig-Holstein meerumschlungen）。

## 语言
石勒苏益格-荷尔斯泰因有四个官方语言：德语、低地德语、丹麦语和弗里西亚语。该州大部分地区说低地德语—该州的经典语言，丹麦少数民族说丹麦语，北海沿岸和北弗里西亚群岛的北弗里西亚人说弗里西亚语。此外还有南日德兰语，这是一种源于日德兰语、受到低地德语和丹麦语影响的独立语言，不过只有少数德丹边境的村庄里有人说这种语言。
丹麦语和弗里西亚语只在南石勒苏益格被使用。在北弗里斯兰有些路牌是双语言的。
至12世纪为止在荷尔斯泰因的东南部还有斯拉夫人居住，至今为止一些地名（比如吕贝克）是他们遗留下来的。
海利戈岛岛还有一种特别的弗里西亚语方言－ 。高地德语于16世纪引进，主要用于官方目的，但今天是最常使用的语言。

## 宗教
石勒苏益格-荷尔斯泰因是一个以新教为主的州。2000年63.8%的居民属于信義宗，2003年6.1%的居民属于天主教。2.5万人信奉伊斯兰教。自由教会有1.5万教徒，丹麦教会有6800教徒，1800人信奉犹太教。
新教徒分属三个教省（汉堡、荷尔斯泰因-吕贝克、石勒苏益格），天主教徒属于汉堡主教区。

## 行政区划
石勒苏益格-荷尔斯泰因成立后于1970年至1974年进行行政改革，县的数目从17个减到11个，乡的数目从1371个减少到1131个，镇的数目从199个较少到119个。同时四个不隸属县的城市的面积扩大。今天石勒苏益格-荷尔斯泰因有1130个乡，其中1019个的居民数少于2000人，因此其乡长是业余的。62个乡被称为市，一个居民数高于一万人的乡可以称市。过去的市居民数减少后不失去市的权利。全州270万人中有150万住在这些市中。平讷贝格有29万居民，是全州人口最高的县。拉策堡-埃肯弗德面积2400平方公里，是全州面积最大的县，几乎与萨尔一样大。一些汉堡都市地区的县在讨论合并为一个大汉堡县的问题。州政府也有将县的数量降低到六至四个，将不隸属县的城市的数量降低到两个，或者完全取消的可能性。

### 县
石勒苏益格-荷尔斯泰因分成11个县：（括号内为县府和汽车牌照）
| 1. 迪特马尔申县（海德，） 2. 劳恩堡县（拉策堡，） 3. 北弗里斯兰县（胡苏姆，） 4. 东荷尔斯泰因县（奥尔汀，） 5. 平讷贝格县（平讷贝格，） 6. 普伦县（普伦，） | 1. 伦茨堡-埃肯弗德县（拉策堡，） 2. 石勒苏益格-弗伦斯堡县（石勒苏益格，） 3. 塞格贝格县（巴特塞格贝格，） 4. 斯坦堡县（伊策霍，） 5. 施托尔曼县（巴特奥尔德斯洛，） |

### 不隸属县的城市
（括号中为车牌号）
1. 基尔
2. 吕贝克（HL）
3. 新明斯特（NMS）
4. 弗伦斯堡（FL）

新明斯特市在考虑与塞格贝格县合并来减少支出。《汉堡晚报》的报道 （页面存档备份，存于）
从2005年1月1日开始诺德施泰特市获得了一个特殊地位，它被列为“律属县的大城市”，其市政府获得部分县政府的权利。

### 市镇
最大的城镇
| 城镇         | 县              | 人口（2000年12月31日） | 人口（2005年6月30日） |
| ------------ | --------------- | ---------------------- | --------------------- |
| 基尔         | -               | 232,612人              | 233,244人             |
| 吕贝克       | -               | 213,399人              | 211,961人             |
| 弗伦斯堡     | -               | 84,281人               | 85,971人              |
| 新明斯特     | -               | 79,831人               | 78,333人              |
| 诺德施泰特   | 塞格贝格        | 71,523人               | 71,377人              |
| 埃尔姆斯霍恩 | 平讷贝格        | 47,391人               | 48,386人              |
| 平讷贝格     | 平讷贝格        | 39,423人               | 41,209人              |
| 伊策霍       | 斯坦堡          | 33,549人               | 33,285人              |
| 韦德尔       | 平讷贝格        | 32,060人               | 31,841人              |
| 阿伦斯堡     | 施托尔曼        | 29,117人               | 30,087人              |
| 盖斯特哈赫特 | 劳恩堡公国县    | 29,106人               | 29,404人              |
| 拉策堡       | 拉策堡-埃肯弗德 | 29,321人               | 28,469人              |

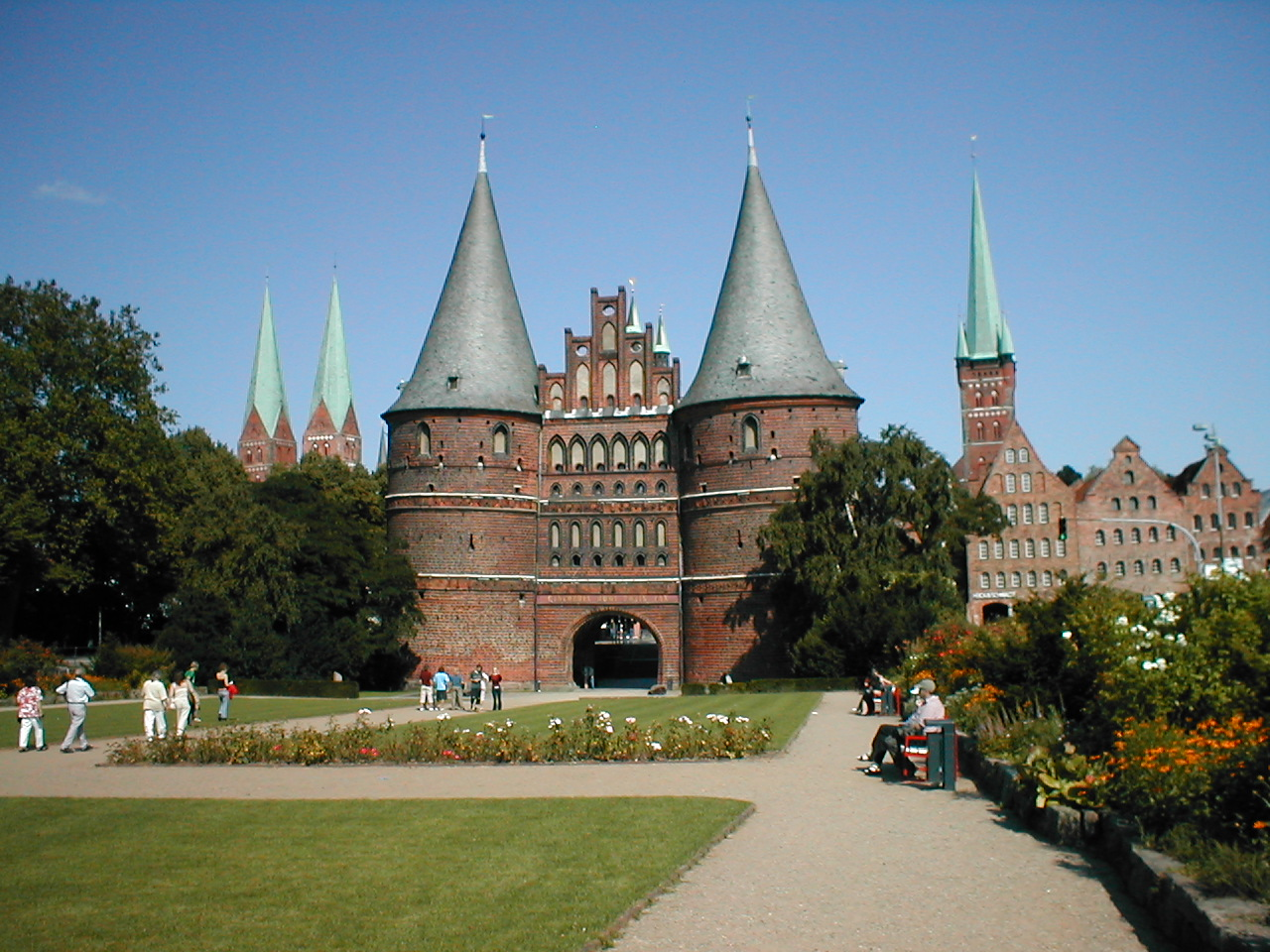
吕贝克荷尔斯滕门

石勒苏益格-荷尔斯泰因有许多人口少于500人的乡。70年代的行政区域改革也未能改变这个现象。其中1026个小乡被合并为119个镇来使得管理机构更加有效。德国最小的市（365人）和最小的乡（只有一座房，2至7人居民）也在石勒苏益格-荷尔斯泰因。

## 政治体系

### 宪法
按照1950年1月12日通过的石勒苏益格-荷尔斯泰因州基本法它是德意志联邦共和国的一个联邦州。在所有原西德的州中它的宪法是最先进的。1987年发生的巴塞尔丑闻导致了州议会的调查委员会对州宪法提出了多条改进建议。1989年这个调查委员会就宪法和议会改革问题交出了其最终报告。从此州宪法包括了保护少数民族、提倡男女平等、保护自然环境、保护和提倡文化等政治目标。
与其它德国州宪法相比石勒苏益格-荷尔斯泰因的宪法有很强的直接民主的因素。与德国其它州的宪法一样它规定所有的国家权力从人民出发。人民通过选举和公投来决定其意愿。

### 议会
州议会是有州民选举而出的最高立法机构。州议会选举州长，此外它通过立法控制行政部门。议会过去由75名议员组成。州议会的选举方法为比例代表制。从2005年开始议会只由69名议员组成。

### 政府
州政府是最高的行政指挥、决策和执行机构。它由州长、州部长和州部门组成。州长由州议会选举产生，他选择或罢免州部长及其副部长。选举州长是被选人需要达到绝对多数，假如他达不到绝对多数的话他还可以再试两次，在第三次里他只要达到多数就可以了。
目前的州长是Daniel Günther，2017年上任。

### 司法
司法的任务由法官执行。法官以人民的名义司法，他们是独立的，只遵守法律。
石勒苏益格-荷尔斯泰因的法庭结构比较简单。直到1991年它才拥有自己的上诉法院。至1991年为止石勒苏益格-荷尔斯泰因的上诉全部由下萨克森的吕讷堡的上诉法院审理。
石勒苏益格-荷尔斯泰因是德国唯一没有自己的宪法法院的州。德国联邦宪法法院同时为石勒苏益格-荷尔斯泰因的宪法法院。2005年石勒苏益格-荷尔斯泰因政府决定设立一个宪法法院。目前这个法院依然在筹备中。

### 直接民主

#### 創制
每个州民都有直接向州议会提出立法要求或者建议的权利。这个要求或者建议必须与民主和法制国家的基本概念相符合，此外这个建议不能设计到州的预算、官员薪水、养老金、补贴等以及公共支出。假如这个建议获得两万个选民的支持的话，议会必须对它进行听取和讨论。

#### 公民創制
假如州议会在四个月内不批准上述建议的话，建议的代表可以进行公民創制。州议会决定这个公民創制是否合法。假如有5%的选民同意，则公民創制成立。

#### 公民复决
假如公民创制成立的话，州民必须在九个月内对此立法建议进行公民复决。州议会可以提出一个自己的立法建议同时进行复决。假如此前州议会就已经批准了这个法律的话，那么就不必进行复决了。假如联邦宪法法院判决该法律违反宪法的话，那么复决也不必进行。
假如公民投票大多数（但是至少所有选民的1/4）批准这个立法建议的话，则这个立法成立。假如这个建议涉及到宪法的更改的话，那么需要2/3多数投票人和至少半数所有选民的同意。投票时只能投赞成和反对票。

### 立法
州政府、个别议员、一群议员、或者通过創制州民可以向州议会提出法律建议。州议会或者公民复决决定法律生效。假如新法律需要宪法更改的话必须2/3以上的议员同意。

## 政治
石勒苏益格-荷尔斯泰因是一个以农业和新教为主的州。第二次世界大战后25%的选民是被驱逐和被没收的人联盟的成员。但是随着时间的变迁这个联盟逐渐丧失了其政治重要性，同样它在石勒苏益格-荷尔斯泰因也丧失了选民。在1960年代（德国国家民主党）和1990年代（德意志人民联盟）极右党派被选入议会，但是他们无法在议会保持他们的席位，在再选中始终落选。
与德国其他州相比德国自由民主党和德国绿党在石勒苏益格-荷尔斯泰因获得的选票相对比较少。在州内党派获得票数的分布相差也很大。在大城市和汉堡周围德国社会民主党获得的选票比较多一些，在北弗里斯兰、迪特马尔申和其它农业地区德国基督教民主联盟获得的票数比较多些。
一个特殊的党派是南石勒苏益格选民协会，这个党派代表该州的丹麥人和弗里斯兰人少数民族利益。按照石勒苏益格-荷尔斯泰因的选举法这个党派不需要达到5%的选票就可以进入议会。
石勒苏益格-荷尔斯泰因州政府的政策与邻近的、经济强大的汉堡协调，但是反对与其他相邻州一起合并成立一个“北州”。据北部企业联盟进行的民意调查目前52%的居民愿意与汉堡合并。

### 州议会
- 德国基督教民主联盟（基民盟）34
- 德国社会民主党（社民党）12
- 德国绿党14
- 德国自由民主党 5
- 德國另類選擇 5
- 南石勒苏益格选民联盟 4

第20届州议会共有69名议员，任期五年：基民盟34席，绿党14席，社民党12席，自民党5席，南石勒苏益格选民联盟4席。选民投票年龄16岁，石勒苏益格-荷尔斯泰因州的选民在2000年州议会选举中首次能够投两票，即第一票和第二票。第一票投给选区候选人(direct mandate)，第二票投给政党的全州候选人名单。原则上，国会议员应有69名，但由于席位过剩和平衡，可能会更多。如果一个政党通过第一轮投票直接赢得的席位多于第二轮投票通常允许的数量，则会分配多余席位（Excess seats）。在这种情况下，其他政党会获得额外的平衡席位作为补偿，以确保重新建立基于第二票数的政党之间的权力平衡（principle of equality of franchise）。

### 州政府
目前的州政府是于2012年由社民党与绿党及地方政党南石勒苏益格选民联盟组成的联盟政府。州长为莱因哈德·迈耶（社民党）。其部长包括：
- Waltraud Wende（德语：Waltraud Wende）（独立人士），教育和科学部长
- 罗伯特·哈贝克（绿党），能源转型，环境，农业和农村地区的部长
- Monika Heinold（德语：Monika Heinold）（绿党），财务部长
- Andreas Breitner（德语：Andreas Breitner）（社民党），内政部长
- Anke Spoorendonk（英语：Anke Spoorendonk）（南石勒苏益格选民联盟），司法，欧洲和文化部长
- Kristin Alheit（德语：Kristin Alheit）博士（社民党），社会事务部，健康，家庭和平等部长
- Reinhard Meyer（德语：Reinhard Meyer）（社民），经济事务部，劳工，交通及技术部长

### 历任州长列表
1945年至1950年的州长
- 1945年 - 1947年：西奥多·斯特尔策
- 1947年 - 1949年：赫尔曼·吕德曼
- 1949年 - 1950年：布鲁诺·迪克曼

1950年新宪法开始使用后的州长
- 1950年 - 1951年：沃尔特·巴特拉姆
- 1951年 - 1954年：弗里德里希-威尔海姆·吕布克
- 1954年 - 1963年：凯-乌韦·冯·哈塞尔（德国基督教民主联盟）
- 1963年 - 1971年：赫尔穆特·莱姆克
- 1971年 - 1982年：赫尔哈德·斯托尔滕伯格（基民盟，参见石勒苏益格-荷尔斯泰因荣誉公民列表
- 1982年 - 1987年：乌韦·巴塞尔（基民盟）
- 1987年 - 1988年：海宁·施瓦茨（基民盟）
- 1988年 - 1993年：布容·英格霍姆（德国社会民主党）
- 1993年 - 2005年：海德·斯蒙尼斯（社民党）
- 2005年 - 2012年：皮特·哈里·卡尔斯滕森（基民盟）
- 2012年 - 2017年：莱因哈德·迈耶（社民党）
- 2017年 - 至今： 丹尼爾·金特（基民盟）

### 合并
在北德不断有关于多个州进行合并形成一个北州的讨论，尤其石勒苏益格-荷尔斯泰因与汉堡合并的建议时时被提出。

## 2欧元纪念币
2006年2月德国开始颁发以各州为内容的纪念币，计划每年发行一枚。由于当年石勒苏益格-荷尔斯泰因正好任德国联邦议会主席，因此第一枚以石勒苏益格-荷尔斯泰因为内容。这枚纪念币上铸有吕贝克荷尔斯腾门的图案，共发行了3000万枚。

## 经济

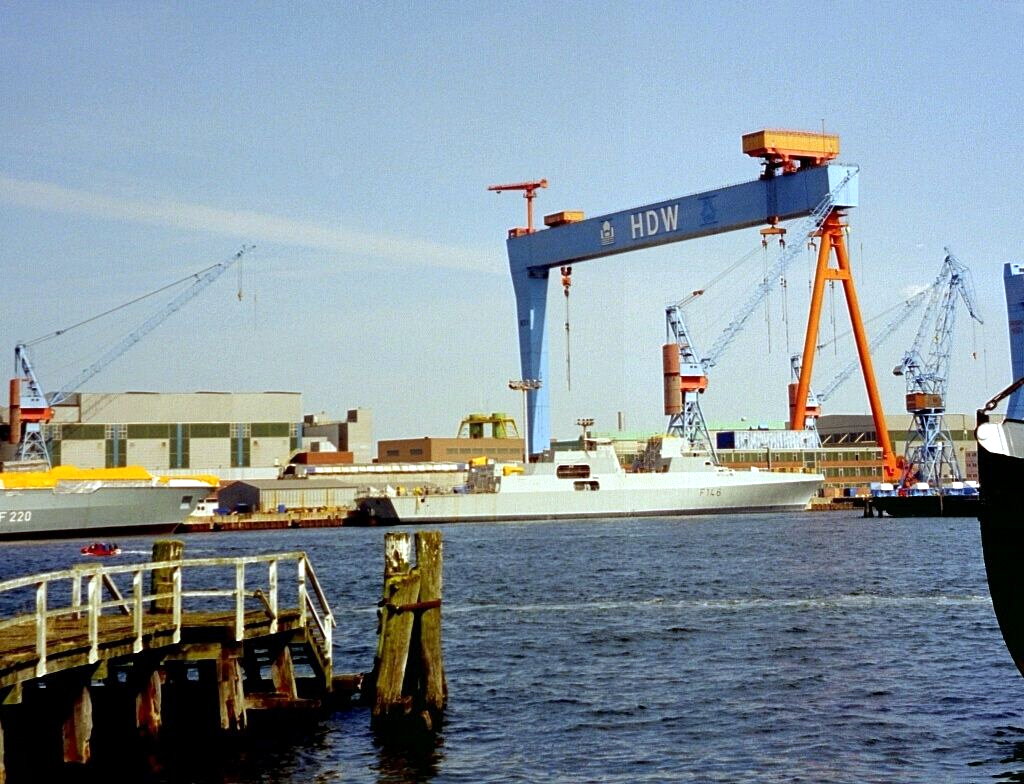
基尔的霍瓦兹造船有限公司

石勒苏益格-荷尔斯泰因有两座比较大的城市：基尔和吕贝克。相比之下石勒苏益格-荷尔斯泰因的农业人口比较高。工业在这里发展相当晚，而且较早就受到结构变化的冲击。1990年两德合并后石勒苏益格-荷尔斯泰因又不得不对东部各州提供资助。20世纪末联邦防卫军的缩小对石勒苏益格-荷尔斯泰因的打击也特别大。从经济的角度来看石勒苏益格-荷尔斯泰因可以分为三个地区：汉堡周边的所谓的“肥圈”地区有许多机械制造和服务行业的企业，西岸以农业、旅游业和风能为主，东岸以港口城市（弗伦斯堡、基尔和吕贝克）为主。近年来波罗的海的海运的重要性不断提高。对石勒苏益格-荷尔斯泰因尤其重要的是去往斯堪的纳维亚、芬兰、俄罗斯和波罗的国家的日德兰航线和飞鸟航线。基尔是德国继罗斯托克后最重要的渡船港口。
德国2/3的渔船驻扎在石勒苏益格-荷尔斯泰因，约1/4的船主在石勒苏益格-荷尔斯泰因注册，约20%的造船工业位于石勒苏益格-荷尔斯泰因。尤其基尔的霍瓦兹造船有限公司举世闻名。
石勒苏益格-荷尔斯泰因有三个核电站。
相对于德国大多数其他州来说旅游业在石勒苏益格-荷尔斯泰因的意义比较大。2002年旅游业共由八万职员，营业额达52亿欧元，整个旅游业占國民收入的4.6%（德国平均为2.8%）。尤其北弗里斯兰的岛屿吸引了许多国内的旅游者，波罗的海海岸的浴场也很重要。
与欧洲联盟的国内生产总值相比石勒苏益格-荷尔斯泰因的指数为98.3（2003年）。

## 交通

### 公路
石勒苏益格-荷尔斯泰因最重要的高速公路全部从汉堡出发。1号高速公路联到吕贝克，然后通过飞鸟航线通往哥本哈根。7号高速公路通过新明斯特和拉策堡通往弗伦斯堡。215号高速公路从7号高速公路上分叉出来通往基尔。20号高速公路从吕贝克出发通往梅克伦堡-前波美拉尼亚的波罗的海海岸，这条公路还在建造中。23號高速公路從漢堡出發連接石勒蘇益格-荷爾斯泰因的西部。24号高速公路从汉堡通往柏林。18千米长的25号高速公路连接汉堡与盖斯塔赫。

### 铁路
重要的铁路线也从汉堡出发，它们连接基尔、吕贝克和弗伦斯堡。ICE列車运行到基尔以及呂北克。过去从费马恩通往丹麦的火车渡船也非常重要。但是跨越丹麦海峡的大桥开通后这些渡船失去了其重要性。

### 长途汽车
石勒苏益格-荷尔斯泰因拥有一个良好的长途汽车网络。

### 海运
石勒苏益格-荷尔斯泰因有46个公共港口，其中四个有跨地区意义：基尔、吕贝克和普特加登位于波罗的海岸，布鲁恩斯比特位于北海海岸。基尔和吕贝克对于去往斯堪的纳维亚的货运非常重要，去往东欧的货运量也不断增高，此外基尔还是一个重要的渡船和游船港口。普特加登是去往丹麦的飞鸟航线上的德国港口。布鲁恩斯比特是一个重要的集装箱港口，此外越来越多的海上风力能源工业也适用这个港口作为基地。基尔运河每年有4.1万以上的船只通行，是世界上使用最频繁的运河。

### 航空
石勒苏益格-荷尔斯泰因最大的两座机场是基尔机场和吕贝克机场。目前基尔机场暂无商业航班，并在2018年初由绿党发起公投试图关闭并失败，现在基尔机场主要业务为：包机、直升机、跳伞等航空运动和航空培训以及中转过站，吕贝克机场也被用来作为旅游业的包和水上飞机驾驶培训。叙尔特岛机场在近年中也越来越重要。

## 教育
石勒苏益格-荷尔斯泰因有三座大学，1665年成立的基尔大学是德国历史悠久的传统大学之一，也是一所涵盖绝大部分专业门类的全科大学。此外石勒苏益格-荷尔斯泰因还有一座艺术高校、一座音乐高校、四座大专院校和一座管理高校。2003年/2004年冬季学期在石勒苏益格-荷尔斯泰因共有45,542名大学生，其中26,510名在大学上学，16,973名在高校上学。
在2001/2002年的学年中36.6%的学生上小学、20.8%的学生上文理中學、18.6%的学生上實科中學、13.3%的学生上國民中學、4.8%的学生上綜合中學，3.7%的学生上特别学校。此外州内还有华德福教育（1.3%的学生）、学校幼儿园（0.4%）、夜實科中學（0.2%）和夜文理中學（0.1%）。

## 文化
石勒苏益格-荷尔斯泰因的文化非常多样化。历史和地理的因素、加上位于北海和波罗的海之间以及农民文化对这里的文化的影响非常大。尤其北部的建筑和住房文化明显受斯堪的纳维亚的影响。文化生活的中心是吕贝克和石勒苏益格市。
石勒苏益格-荷尔斯泰因拥有丰富的文学传统。马蒂亚斯·克劳迪乌斯、弗里德里希·黑贝尔、特奥多·施托姆、亨利希·曼和托马斯·曼均出生于此。托马斯·曼的长篇小说《布登勃洛克家族》是围绕着吕贝克的一个富商家族写的。许多当代作家也在石勒苏益格-荷尔斯泰因居住和工作，包括诺贝尔文学奖获得者君特·格拉斯、石勒苏益格-荷尔斯泰因的名誉州民西格弗里德·伦茨、作家君特·库内特和诗人莎拉·基尔施等。
从1986年开始石勒苏益格-荷尔斯泰因每年举办欧洲最大的古典音乐音乐节石勒苏益格-荷尔斯泰因音乐节。这个音乐节是由指挥家尤斯图斯·弗朗茨创办的。每年从7月至8月在全州的30至50个不同的地点举办约130场音乐会，10万多听众参加。音乐节的同时还进行培养高天才的年轻音乐家的夏校。音乐节每年有一个重点，在过去数年中其重点分别为2002年西班牙和拉丁美洲音乐、2003年英国音乐、2004年捷克音乐、2005年日本音乐、2006年荷兰音乐。
1951年为了纪念在奥尔汀出生的作曲家卡尔·马利亚·冯·韦伯逝世125周年开始举办的奥尔汀夏季歌剧节每年在奥尔汀的王宫公园中上演22至25场歌剧，吸引近五万观众。
除众多小剧院外石勒苏益格-荷尔斯泰因还有三个综合性的大剧院：吕贝克剧院、基尔剧院和石勒苏益格-荷尔斯泰因州立剧院（位于石勒苏益格市）。
从1998年开始每年在圣灵降临节在霍恩威施泰特举办为时三日的“中世纪表演”，包括中世纪市场和骑士角斗表演。
石勒苏益格-荷尔斯泰因有约250座博物馆，其内容各异。其中包括各大城市、宫殿里的州立博物馆和许多值得一观的、反映过去生活的家乡博物馆。
在吕贝克举办的吕贝克北欧电影节是北德最大和传统最深远的电影节。这里只放映北欧的电影，其电影来自丹麦、瑞典、挪威、冰岛、芬兰以及爱沙尼亚、拉脱维亚、立陶宛、波兰和俄罗斯。

## 体育
石勒苏益格-荷尔斯泰因拥有很长的海岸线，因此水上运动在这里非常普及。基尔和弗伦斯堡的手球队在德国甲级联赛比赛。之前石勒苏益格-荷尔斯泰因是德国唯一的一个从未有过进入足球甲级联赛的球队的州——不过2023-24赛季荷尔斯泰因基尔以德乙冠军的身份升级成功之后。基尔是一个著名的帆船运动的基地。1936年和1972年夏季奥林匹克运动会的帆船运动比赛就是在这里举行的。每年石勒苏益格-荷尔斯泰因举办基尔周和特拉沃明德周，世界上最大和传统最深远的帆船比赛。全州有约230个帆船俱乐部，共约3.2万成员。苏尔特岛和费马恩是帆板的圣地。此外平坦的农村也很适合徒步旅行和自行车旅行。目前参加奥运会的德国八人赛艇队就来自拉策堡。

## 荣誉州民
至今为止有四个人被授予荣誉州民的荣誉：
- 赫尔莫特·施密特，1998年授予，前德国总理
- 乌维·隆讷堡，2000年授予，前自由民主党石勒苏益格-荷尔斯泰因州主席
- 杰哈特·斯托登伯，2002年授予，前石勒苏益格-荷尔斯泰因州长、联邦国防部长、联邦财政部长
- 西格弗里德·伦茨，2004年授予，作家

### 引用
1. ↑    (XLS). Statistisches Amt für Hamburg und Schleswig-Holstein （德语）.
2. ↑  . Schleswig-holstein.de.   [14 April 2010]. （原始内容存档于2015-04-16）.
3. 周定国 (编). . . 北京: 中国对外翻译出版公司. 2007. ISBN 978-7-500-10753-8. OCLC 885528603. OL 23943703M. NLC 003756704 （中文（中国大陆））.
4. .   [2022-09-17]. （原始内容存档于2022-10-08）.
5. . 中华人民共和国驻汉堡总领事馆经济商务处. 2022-09-07  [2024-04-07]. （原始内容存档于2024-04-07）.
6. ↑  . hamburg.china-consulate.gov.cn.   [2023-08-03]. （原始内容存档于2023-08-03）.
7. ↑  Wedia. . IamExpat.   [2023-08-03]. （原始内容存档于2023-08-03） （英国英语）.
8. ↑  www.facebook.com/The.Taste.of.Germany. . 2007-05-12  [2023-08-03]. （原始内容存档于2023-08-03） （美国英语）.
9. ↑  Maciamo. . Eupedia.   [2023-08-03]. （原始内容存档于2023-08-03） （英语）.
10. ↑  . 1863-12-12  [2023-08-03]. （原始内容存档于2023-08-03） （英语）.
11. ↑  Ordinance No. 46,  (PDF).   [23 August 2006]. （原始内容存档 (PDF)于11 October 2006）. (218 KB)
12. ↑  . www.landtag.ltsh.de.   [2023-08-03]. （原始内容存档于2023-08-04）.
13. ↑  Eurostat News Release 63/2006: Regional GDP per inhabitant in the EU 25 (PDF).   [2007-03-26]. （原始内容 (PDF)存档于2007-03-12）.
14. ↑  . Rough Guides.   [2023-08-03]. （原始内容存档于2023-08-03） （英语）.